# Пагода Кутодо

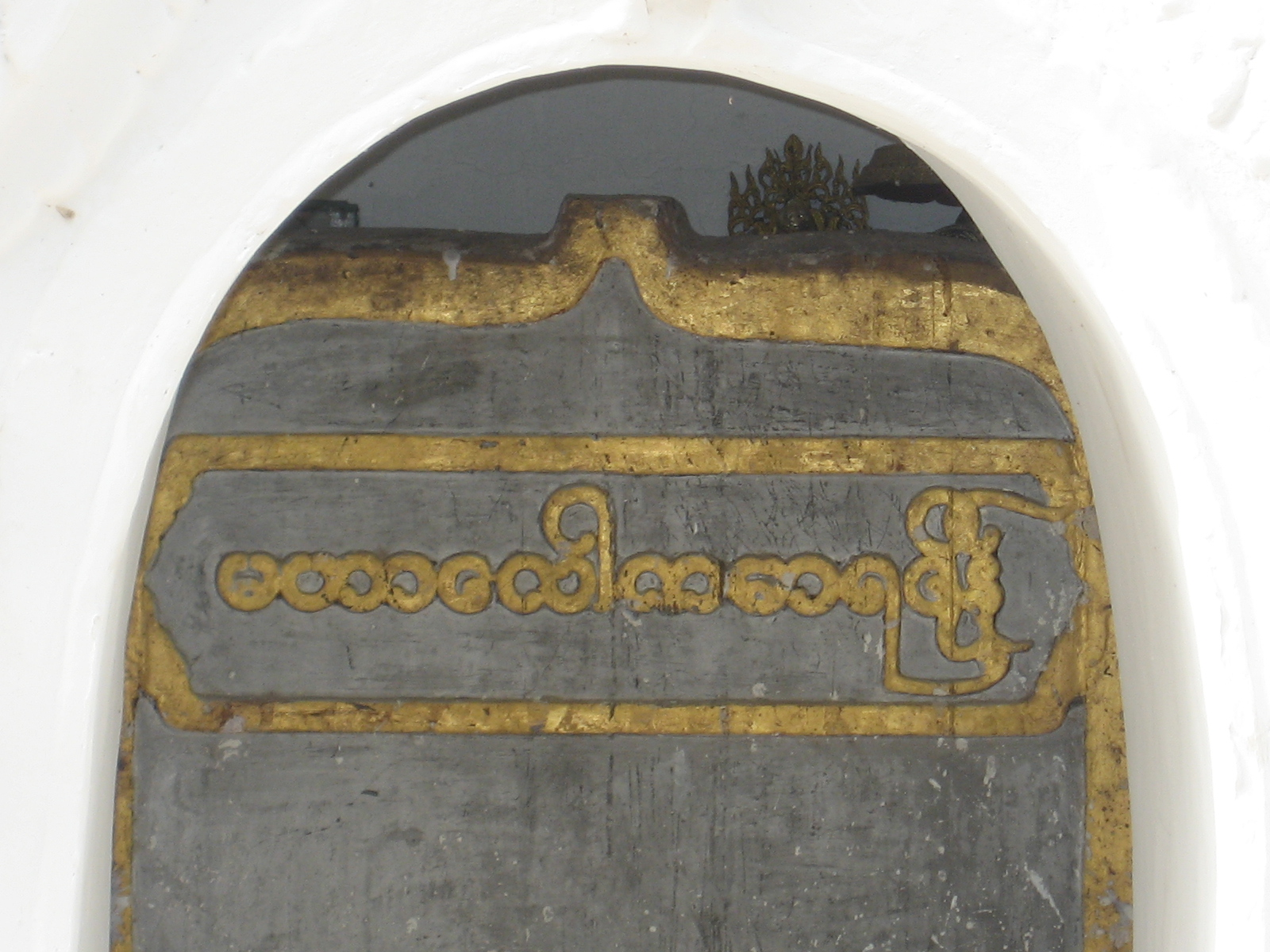
Высеченная в мраморе надпись золотом, обозначающая официальное название пагоды Кутодо, Махалавка Маразеин

Пагода Кутодо (бирм. ကုသိုလ်တေ ဘုရား, официально — Махалавка Маразеин, бирм. မဟာလောကမာရဇိန်စေတီ) — буддийская ступа, расположенная в Мандалае, Мьянма. Пагода находится у подножия Мандалайского холма, была построена при короле Миндоне. Сама ступа, частично позолочённая, имеет 57-метровую высоту и создана по образцу пагоды Швезигон около Пагана. В комплекс входит «самая большая в мире книга»: 729 мраморных стел, содержащих полный текст Трипитаки — Палийского канона Тхеравады.

## История и описание пагоды

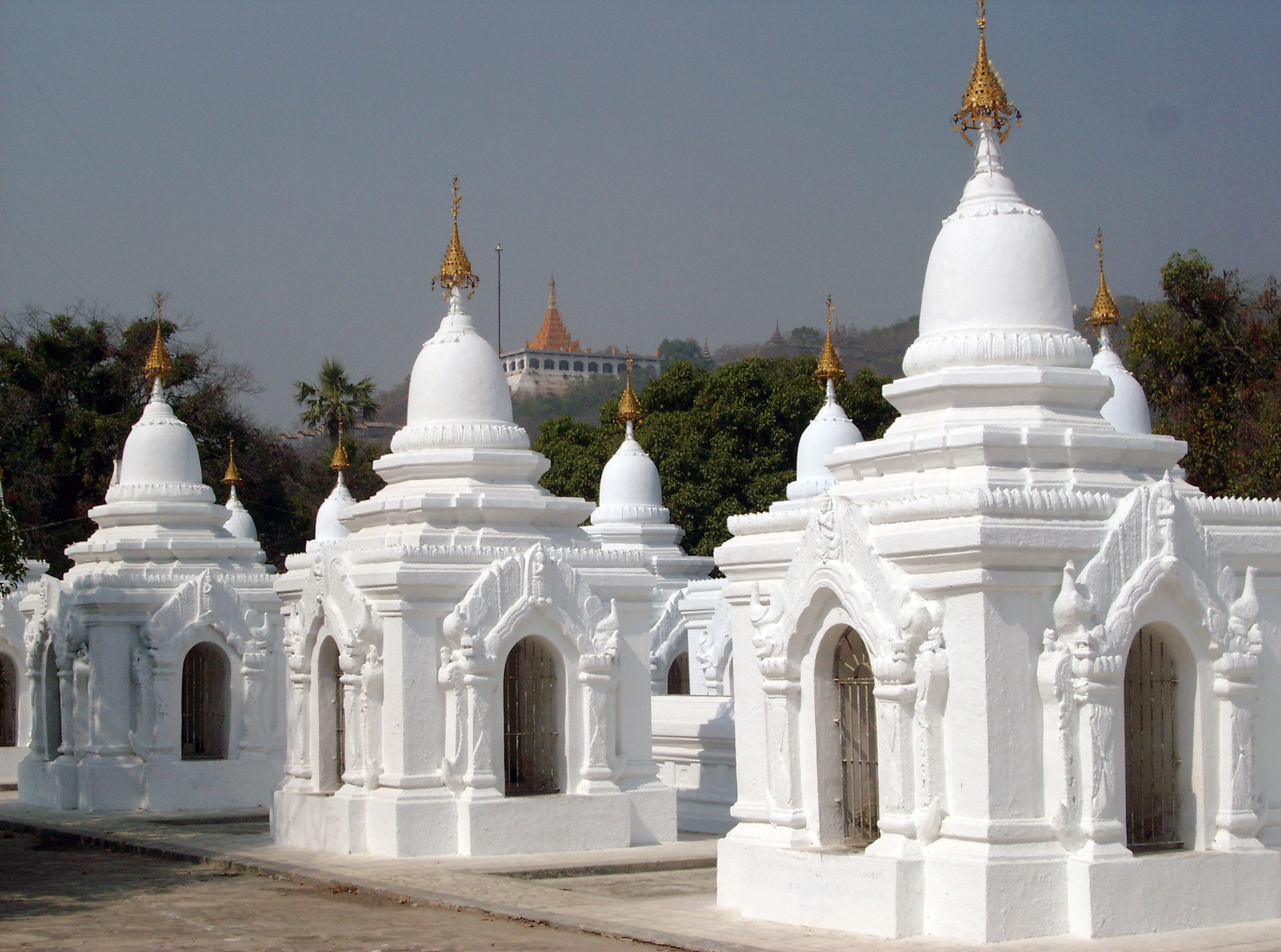
Некоторые из 729 стел пагоды Кутодо, считающихся самой большой книгой мира

Король Бирмы Миндон планировал построить пагоду (это было частью ритуала) при основании новой столицы Мандалай в 1857 году. Позже он должен был созвать Пятый буддийский собор в 1871 году, но захотел оставить для потомков высеченную в камне Трипитаку, которая сохранялась бы пять тысячелетий после Будды. Строительство началось в 1860 году, тхи (зонтик или корона) пагоды был установлен 19 июля 1862 года, а надписи были открыты для публики 4 мая 1868 года. Их расположили последовательными рядами в трех оградах: 42 в первом, 168 в среднем и 519 в третьем. Ещё одна, 730-я стела стоит в юго-восточном углу первой ограды. На ней описана история возникновения пагоды. Вокруг, кроме восточной стороны пагоды, установлено тридцать четыре кирпичных зайата (дома отдыха в буддизме).

## Британская аннексия Бирмы. Осквернение пагоды
После взятия Мандалая британцами в 1885 году и последующей аннексии Бирмы обнесенный стеной город с Мандалайским дворцом стал фортом Дафферин, а войска были расквартированы вокруг холма Мандалай в монастырях, храмах и пагодах. Они стали закрытыми для публики, и бирманцам больше не разрешалось посещать свои религиозные места. Одному из инспекторов налоговой службы по имени У Аун Бан пришла в голову идея сразу же обратиться к королеве Виктории, поскольку та пообещала уважать все религии, исповедуемые её подданными. К их изумлению и большой радости, британская королева немедленно приказала вывести все свои войска из религиозных сооружений в 1890 году. Однако радость обернулась большой печалью, когда бирманцы обнаружили, что пагода была разграблена, начиная с тхи, оставленного лежавшего на земле, и лишенного колокольчиков, золота, серебра, бриллиантов, рубинов и других драгоценных камней, и заканчивая итальянской мраморной плиткой с террас. Заяты лежали в полном запустении, а из кирпичей строили дорогу для войск. Исчезли все 6570 латунных колоколов со всех стел, по 9 на каждой стеле. Золотые чернила с букв, а также стороны и верхняя часть каждой мраморной стелы также исчезли.

## Реставрация

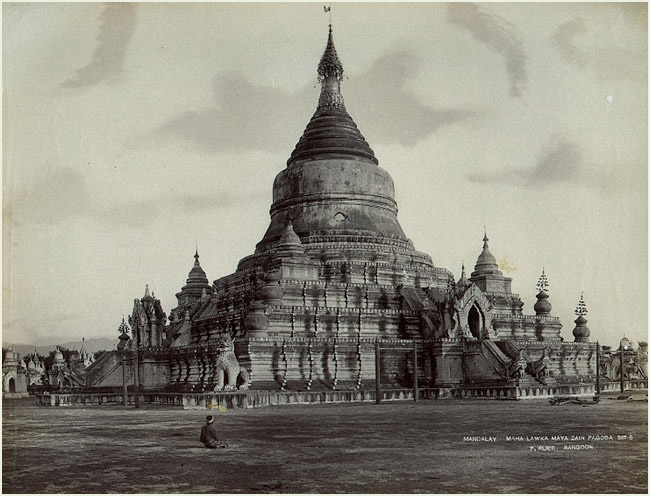
Фотография пагоды Кутодо, 1870-е годы.

В 1892 году был сформирован комитет старших монахов, членов королевской семьи и бывших офицеров короля, включая Атумаши Саядо (настоятель монастыря Атумаши), Кинвуна Минджи (канцлер), Хлейтин Атвинвун (министр королевского флота). Целью комитета было начать реставрационные работы с помощью и с пожертвованиями семей первоначальных жертвователей согласно обычаю, а также от общественности.
Состоявший в комитете генерал королевской армии попросил разрешения у старших монахов посадить звездные цветочные деревья кхаей, а также несколько деревьев мезе (мадука длиннолистная). Золотые буквы были заменены черными чернилами для облегчения чтения. Металлические тхи на стелах были заменены камнем, который оплатили члены королевской семьи (155 стел), бывшие офицеры королевской армии (58 стел), шанские Саофы и Миозы (102 стелы) и общественность (414 стелы). В 1913 году сэр По Тха, торговец рисом из Рангуна, приказал отремонтировать и заново позолотить пагоду. В следующем году Общество каменных надписей питак оставило открытыми железные ворота на юге, поскольку резные деревянные панели были разрушены солдатами. Западные ворота были подарены знаменитым театральным артистом по имени У По Сейн в следующем году, а северные и восточные ворота — детьми и внуками короля Миндона в 1932 году. В 1919 году отшельник У Ханди возглавил восстановление южных и западных саунданов (крытых входов).

## Мировое признание

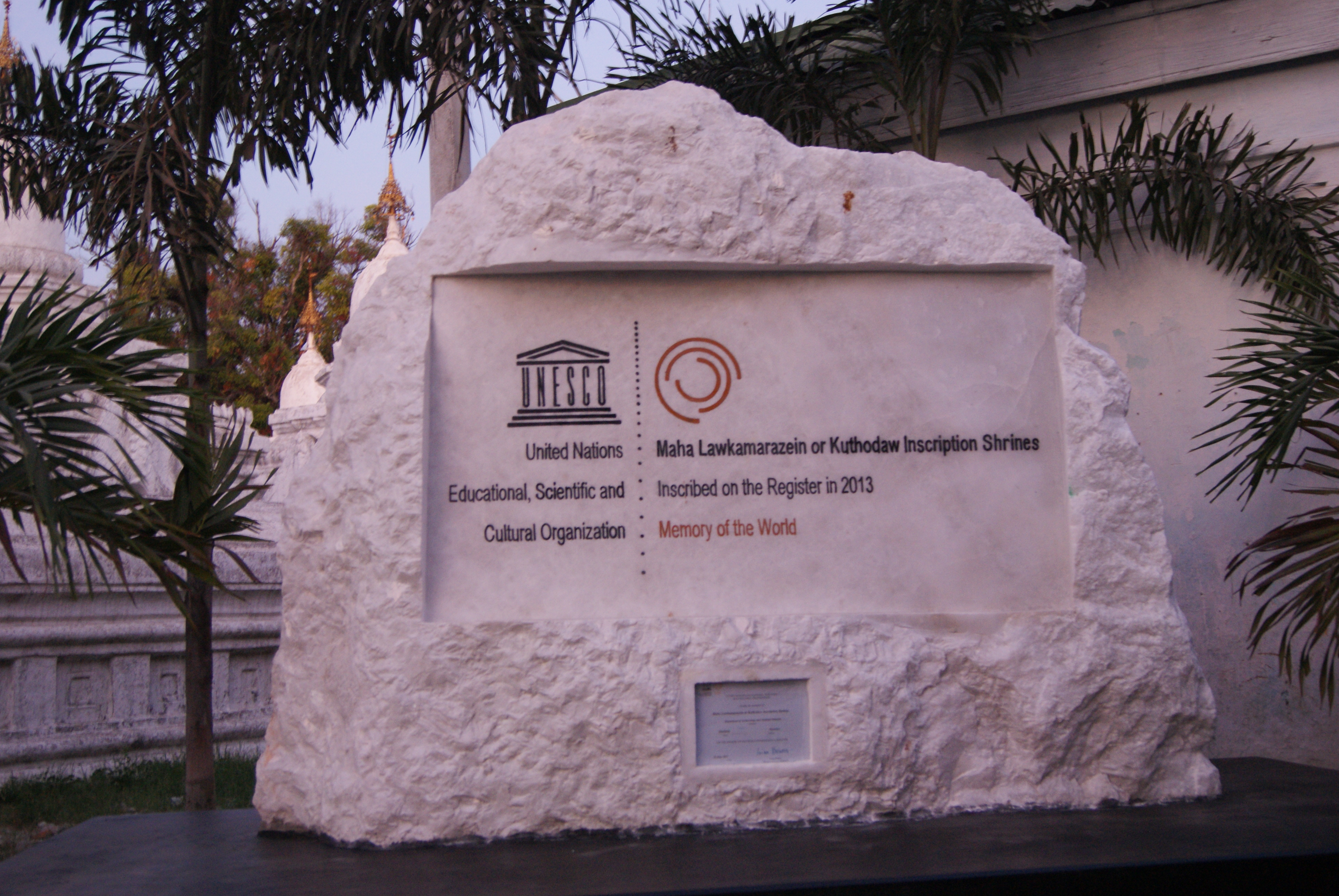
Памятная табличка ЮНЕСКО

В 2013 году ЮНЕСКО включила надписи на стелах пагоды Кутодо в список азиатско-тихоокеанского региона проекта «Память мира».